# Ixodes prokopjevi
Ixodes prokopjevi är en fästingart som beskrevs av Emel'Yanova 1979. Ixodes prokopjevi ingår i släktet Ixodes och familjen hårda fästingar. Inga underarter finns listade i Catalogue of Life.